# Kasper Kusk
Kasper Kusk Vangsgaard (* 10. November 1991 in Aalborg) ist ein dänischer Fußballspieler.

## Karriere

### Verein
Kusk begann in der Jugend des Gug Boldklub mit dem Fußballspielen, bevor er im Alter von 14 Jahren in die Nachwuchsabteilung von Aalborg BK wechselte. Am 21. August 2010 kam er zu seinem Debüt in der Superligaen, als er am 6. Spieltag bei der 0:2-Niederlage im Spiel gegen Esbjerg fB in der 80. Minute für Daniel Christensen eingewechselt wurde.
Im Sommer 2011 verlängerte Kusk seinen Vertrag bei AaB bis 2013. Diese Vereinbarung wurde im Januar 2013 bis zum 30. Juni 2015 verlängert. 2013 wurde Kusk von den zwölf Trainern der Superliga aufgrund von neun erzielten Toren und zwei Vorlagen zum Profi des Herbstes gekürt.
Mit AaB gewann er am Ende der Saison 2013/14 das Double aus Meisterschaft und Pokal.
Am 15. Juli 2014 gab der niederländische Klub FC Twente Enschede die Verpflichtung von Kusk bekannt. Nach nur einer Spielzeit in der Eredivisie, in der er nur zu zehn Einsätzen ohne Torerfolg kam, wechselte er im Sommer 2015 zum FC Kopenhagen. Mit Kopenhagen wiederholte er 2016 den Gewinn des Doubles.
Im Januar 2018 verpflichtete der FCK Robert Skov und Viktor Fischer. Da diese beiden Spieler mit Kusk um einen Platz im offensiven Mittelfeld konkurrierten, entschied er sich für die Rückkehr zu AaB, wo er einen Vertrag über viereinhalb Jahre unterzeichnete.
2022 wechselte er zu Silkeborg IF. Dort unterschrieb er einen Vertrag bis 2024.

### Nationalmannschaft
Kusk durchlief die dänische U-20- und U-21-Nationalmannschaft.
In der A-Nationalmannschaft debütierte Kusk am 5. Juni 2013 beim 2:1 in einem Freundschaftsspiel gegen Georgien, als er in der 79. Spielminute für Lasse Schöne eingewechselt wurde.

## Erfolge
- Dänische Meisterschaft: 2014, 2016
- Dänischer Pokal: 2014, 2016